# Outgaarden
Autchard, (en néerlandais Outgaarden, en wallon Outchard ou Outchâr) est une section de la commune belge de Hoegaarden située en Région flamande dans la province du Brabant flamand.
On trouve également l'ancienne orthographe néerlandaise Autgaerden parfois utilisée en français. 
À l'origine, Outgaarden faisait partie de la commune de Zétrud-Lumay, par loi du 26 juillet 1922 elle fut établie comme commune à part entière.

## Évolution démographique
- Sources : INS, Rem. : 1831 jusqu'en 1970 = recensements, 1976 = nombre d'habitants au 31 décembre.

## Chemins et sentiers
Il y a sur le territoire des ancienne communes de Zétrud-Lumay et Outgaarden un total estimé de 53 kilomètres de chemins et sentiers. Tous ces 83 chemins ont été cartographiés : 31 km sont en bon état, 5 km sont difficiles (envahis par ronces et orties), 14 km au statut inconnu et 1 km supprimés,.